# Espaço Parlapatões
Espaço Parlapatões é um teatro brasileiro localizado na Praça Roosevelt, em São Paulo.

## História

### Inauguração
Foi inaugurado em 11 de setembro de 2006, com mais de 600 pessoas presentes. Foi uma festa que começou na rua, os Parlapatões derrubaram torres gêmeas (encenada) contra todos os preconceitos, abrindo as portas para o público. Durante a cerimônia, aconteceu a apresentação do coro Collegium Musicum, com regência de Abel Rocha, atores convidados (Barbara Paz, Jairo Mattos, Marco Ricca, Rosi Campos e Marcelo Drummond) leram trechos de peças da companhia. 

### Espaço
A casa recebe cerca de 40 espetáculos por ano, entre peças dos Parlapatões e de grupos convidados. Além dos inúmeros eventos como a Palhaçada Geral; o Festival de Cenas Cômicas; o Bonecos no Palco; as Cenas de Um Minuto; a Mostra de Solos; a Poesia Falada e as Farsas de Natal. 
O teatro também abriga projetos produzidos por outros coletivos, como o Curta na Praça e a Récita Maloqueirista. A casa ainda participa como convidada em eventos como as Satyrianas e a Virada Cultural. 